# Observator
Als Observator (von lateinisch observator: Beobachter) wurde früher auf den Sternwarten jener erfahrene Astronom bezeichnet, der die wichtigsten  Beobachtungen vornahm und die beobachtende Tätigkeit der untergeordneten Kollegen (falls vorhanden) einteilte und überwachte.
Vereinzelt wird der Amtstitel auch in der Meteorologie und am DGFI in München und Potsdam verwendet.

## Dienststellung
Während der Observator auf kleineren Sternwarten oft auch als Diensthabender der jeweiligen Nacht und als Aufsicht für Adjunkten und Messgehilfen fungierte, war dies an größeren Instituten seltener. Manche hatten mehrere ständige Observatoren, denen ein Hauptobservator vorgesetzt war. In der Arbeit am Teleskop wurde der Observator von einem Gehilfen unterstützt, dem Amanuensis.
Dienstrechtlich hatte der Observator eine Stellung knapp unter dem Sternwartendirektor bzw. Ordinarius des Instituts. Bisweilen war er auch Stellvertreter des Direktors (wie beispielsweise Johann Palisa in Wien oder Richard Prager in Berlin) oder wurde nach seiner Habilitation zum außerordentlichen Professor befördert.
An der Münchener Abteilung I des DGFI war Observator als Amtstitel noch bis etwa 1990 in Gebrauch. Obwohl die Geodäten nur in speziellen Projekten astrometrischen Beobachtungen nachgehen, dürfte die Bezeichnung auf die langjährigen Lotabweichungs-Messungen für das deutsche Astrogeoid zurückgehen, die vom DGFI und auch vom IfAG Frankfurt zwischen etwa 1960 und 1985 im Großteil der Bundesrepublik durchgeführt wurden.

## Zwei Observatoren aus Leidenschaft
Gegen Ende des 19. Jahrhunderts, als sich viele Sternwarten zur Anschaffung von Riesenteleskopen und neuen Instrumenten für die Astrophysik entschlossen, war für engagierte Observatoren eine besonders interessante Epoche. Manche von ihnen wurden durch ihre Forschung bekannter als ihr Institutsdirektor, doch auch dann war der Aufstieg in eine astronomische Spitzenposition nicht selbstverständlich. Zwei Beispiele dafür sind:

### Johann Palisa (Wien)
1875 wurde an der neuen Universitätssternwarte Wien der Große 27-Zoll-Refraktor' in Betrieb genommen. Mit einem Linsendurchmesser von 70 cm war er das damals lichtstärkste Fernrohr der Welt. Die neue Kuppel für das 11 Meter lange Instrument hatte 14 m Durchmesser. Der durch 4 Stockwerke durchgehende, im Fels des Sternwartehügels fundierte Pfeiler maß an seiner Basis fast 10 Meter. Zudem wurde eine neue Antriebstechnik eingesetzt. Zum Observator wurde damals Johann Palisa (1848–1925) bestellt, der junge Direktor der österreichischen Marine-Sternwarte Pola (heute Pula) bei Triest.
Palisa entschloss sich zum Wechsel nach Wien und zum dienstrechtlichen Abstieg, obwohl er als Observator zunächst nur den Gehalt eines Adjunkten erhielt (vergleichbar einem heutigen Nachtdienst-Assistenten). Er hatte in Pola seit 1874 an einem Sechszöller bereits 28 Asteroiden (Kleinplaneten) entdeckt und war in Fachkreisen längst anerkannt, wollte aber neben dem größeren Fernrohr auch einige Ideen weiterentwickeln, wie die vielen Neuentdeckungen dieser Jahre durch bessere Bahnbestimmung dauerhaft gesichert werden könnten.
In Wien fand Palisa 1880–1925 durch systematische Durchmusterungen des Himmels weitere 94 Kleinplaneten, was ihn mit insgesamt 123 Asteroiden zum bis heute  erfolgreichsten visuellen Entdecker von Körpern des Sonnensystems machte. Doch erwuchs ihm bald mit Max Wolf ein Konkurrent, der in Heidelberg begann, das Auge durch fotografische Messmethoden zu ersetzen. Nach manchen Rückschlägen übertraf Wolf die Erfolgsrate Palisas noch zu dessen Lebzeiten – was diesen aber nicht hinderte, mit dem jüngeren Konkurrenten den bald weltweit benützten, fotografischen Palisa-Wolf-Sternatlas herauszugeben. Er deckte mit 210 großmaßstäbigen Blättern den ganzen in Europa sichtbaren Sternhimmel ab.
Die fachliche Anerkennung wurde Palisa früh zuteil, die finanzielle jedoch erst ziemlich spät – 1908 mit der Ernennung zum Vizedirektor des Wiener Instituts. Dafür dürfte nicht zuletzt seine Bescheidenheit ein Grund gewesen sein. Diese Eigenschaft zeigt sich unter anderem in Berichten über seine Einsatzfreude und soziale Ader. Um die 14-Meter-Sternwartekuppel und das viele Tonnen schwere Fernrohr zu bedienen, wurden dem Observator meist zwei Assistenten zugeteilt. Er soll sie fast immer um Mitternacht heimgeschickt haben und arbeitete dann oft bis zur Morgendämmerung allein weiter.

### Edward S. Holden (Lick-Sternwarte)
1888, also 12 Jahre nach dem Wiener Großen Refraktor wurde an der Lick-Sternwarte in den USA ein mit 91 cm Öffnung noch größeres Fernrohr in Betrieb genommen, der sogenannte Lick-Refraktor. Der Sternwartebau war der erste, der auf einem Berg errichtet wurde – klimatisch stach der Mount Hamilton (1327 m) mit durchschnittlich 330 sternklaren Nächten und geringer Luftunruhe aus allen gut erreichbaren Gipfeln Kaliforniens hervor.
Der Hauptobservator und baldige Sternwartedirektor Edward S. Holden hatte zuvor seine Erfahrung mit Riesenteleskopen am Großen Refraktor zu Washington erworben. Dennoch schrieb er 1888:

„Allmählich werde ich mit der Behandlung des grossen Teleskops vertraut und lerne, wie man am besten damit beobachtet. Es bedarf besonderer Behandlung, aber wenn alle äußeren Umstände günstig sind, so leistet es vorzügliches … nicht unerfahren in der Beobachtung mit grossen Instrumenten, da ich lange Jahre hindurch am grossen Refraktor in Washington arbeitete; aber ich muss bekennen, dass ich mit der Behandlung des grössten aller Instrumente – und zwar unter den besten äusseren Umständen – noch nicht vertraut war.“
„Ich habe die hellsten Planeten, Nebel, die Milchstrasse … so schön gesehen wie kein Astronom vor mir. Jupiters Monde, welche in anderen Teleskopen als Scheiben erscheinen, zeigen sich hier als volle runde Massen gleich den Planeten … Der berühmte Nebel im Herkules (Anm.: Messier 13, in dem Messier keine Einzelsterne erkannte) erscheint als eine Masse vereinzelter selbständiger Punkte.“ Holden setzte fort, er habe sich „besonders angezogen gefühlt“ beim Wiederaufsuchen bekannter Objekte, wenn er sie „mit Zeichnungen von Lord Rosse in seinem 6-füßigen Riesen-Reflektor verglich“ und sich an den scharfen Bildern des Lick-Refraktors erfreute.
Dass Letzterer einem doppelt so großen Metallspiegel überlegen war, trug 1891 zur Entscheidung bei, mit dem Yerkes-Refraktor ein noch größeres Fernrohr zu bauen. Dessen 102 cm Objektivgröße bedeutete jedoch den Endpunkt dieser Entwicklungsschiene, da die Glas- und Fernrohrbiegung bereits das zulässige Maß überstieg. Hinfort wurden alle Großteleskope als Spiegelfernrohre konstruiert und bald nicht visuell, sondern für die Astrofotografie ausgelegt, sodass sich der Beruf des Observators den neuen Beobachtungstechniken anzupassen hatte.

## Belege
1. ↑  zit. aus Kosmos-Astronomiegeschichte